# Індокитайські мангри
Індокитайські мангри (ідентифікатор WWF: IM1402) — індомалайський екорегіон мангрових лісів, розташований на східному узбережжі Індокитаю.

## Географія
Екорегіон індокитайських мангрів простягається вздовж східного узбережжя Індокитаю, яке омивається водами Південнокитайського моря. Найбільші масиви мангрових лісів зосереджені в дельті Меконгу на півдні В'єтнаму, зокрема в провінції Камау, в дельті Чаопхраї на півдні Таїланду та в дельті Хонгхи або Червоної річки у Північному В'єтнамі. Менші ділянки індокитайських мангрів зустрічаються на узбережжі затоки Камрань у В'єтнамі та на узбережжі Сіамської затоки в Таїланді і Камбоджі, зокрема в районі затоки Кампонгсаом в Камбоджі та в районі лиману Сонгкхла в Південному Таїланді. На центральному узбережжі В'єтнаму мангри відсутні через відкриту берегову лінію, відсутність великих річкових дельт та низьку амплітуду припливів. На скелястому узбережжі Камбоджі, де також відсутні великі естуарії або річкові дельти, мангрів зустрічається мало.

## Флора
Індокитайські мангри ростуть у прибережних районах, які під час припливів регулярно затоплюються солоною морською водою, на засолених глеєвих ґрунтах. Вони вирізняються високим різноманіттям і включають понад 60 % видів мангрових дерев, поширених в Південній і Південно-Східній Азії та Індонезії. Найрізноманітніші мангрові угруповання зустрічаються в річкових дельтах та естуаріях, які під час припливу затоплюються солоною водою, а під час відпливу піддаються впливу потоків прісної води. Різноманіття мангрових заростей екорегіону також збільшується з півночі на південь. В дельті Червоної річки та на пов'язаних з нею естуаріях і мулистих рівнинах зустрічаються менш різноманітні мангрові зарості, ніж в дельті Меконгу, що пов'язано з більш прохолодними умовами та з більш тривалим та інтенсивним періодом людського втручання.
Мангрові ліси екорегіону, як правило, демонструють сильну зональність. Білі авіценнії (Avicennia alba) часто виступають як піонерні види, що ростуть на відкритому узбережжі, тоді як високі мангри (Rhizophora apiculata) та дрібноцвіті бругієри (Bruguiera parviflora) ростуть за ними, у районах, де глибина води під час припливу є меншою. У внутрішньому поясі мангрів, де переважає солонувата, а не солона вода, ростуть індійські мангри (Avicennia officinalis), мангрові яблука (Sonneratia caseolaris), пальми ніпа (Nypa fruticans) та мангрові фінікові пальми (Phoenix paludosa).

## Фауна
Індокитайські мангри забезпечують важливе середовище існування для багатьох тварин, зокрема є важливим місцем нересту та розплідником для мальків різноманітних риб та молюсків, які живуть в прибережних районах. Серед рідкісних ссавців, які відвідують мангри регіону, слід відзначити індокитайського тигра (Panthera tigris corbetti), чепрачного тапіра (Tapirus indicus) та сіаманга (Symphalangus syndactylus). Також в індокитайських манграх зустрічаються макаки-крабоїди (Macaca fascicularis), коти-рибалки (Prionailurus viverrinus), азійські видри (Aonyx cinereus) та гладкошерсті видри (Lutrogale perspicillata). В дельту Меконгу іноді запливають рідкісні іравадійські дельфіни (Orcaella brevirostris).
На водно-болотних угіддях екорегіону зустрічається багато рідкісних водоплавних та коловодних птахів, зокрема яванські марабу (Leptoptilos javanicus), білоголові качки (Asarcornis scutulata) та сірі пелікани (Pelecanus philippensis). Серед інших птахів, поширених в регіоні, слід відзначити рудоголового пастушка (Lewinia striata), двобарвного пінона (Ducula bicolor), мангрову нектаринку (Leptocoma brasiliana), карміновогорлу нектаринку (Leptocoma calcostetha), рудощокого кравчика (Orthotomus ruficeps) та сірого свистуна (Pachycephala cinerea).
Серед поширених в екорегіоні плазунів слід відзначити гребінчастого крокодила (Crocodylus porosus), гавіалового крокодила (Tomistoma schlegelii) та смугастого варана (Varanus salvator).

## Збереження
Основною загрозою для збереження природи регіону є вирубка мангрових лісів з метою заготівлі дрів та деревного вугілля, а також розвиток аквакультури та соляної промисловості. В Таїланді половина всіх мангрів була втрачена в період між 1975 та 1991 роками. В часи В'єтнамської війни мангри В'єтнаму значно постраждали від хімічної зброї — дефоліантів та гербіцидів, таких як «Агент Оранж». Площа мангрів у дельті Меконгу в результаті застосування цих речовин скоротилася з 4000 км² до 730 км². У післявоєнні часи у В'єтнамі здійснювалася програма з лісонасадження, яка мала відновити мангрові ліси. 
Оцінка 2017 року показала, що 1668 км², або 7 % екорегіону, є заповідними територіями. Природоохоронні території включають: Біосферний заповідник дельти Червоної річки, Біосферний заповідник Канзьо та Національний парк Муйкамау у В'єтнамі, Національний парк Ботум-Сакор, Природний заповідник Пеамкрасоп та Заповідник Донгпенг в Камбоджі, а також Національний парк Мукочумпхон, Національний парк Аоманао-Кхаотанионг та Заповідник водоплавних птахів Тхаленой в Таїланді.